# Louis-Ferdinand Fix

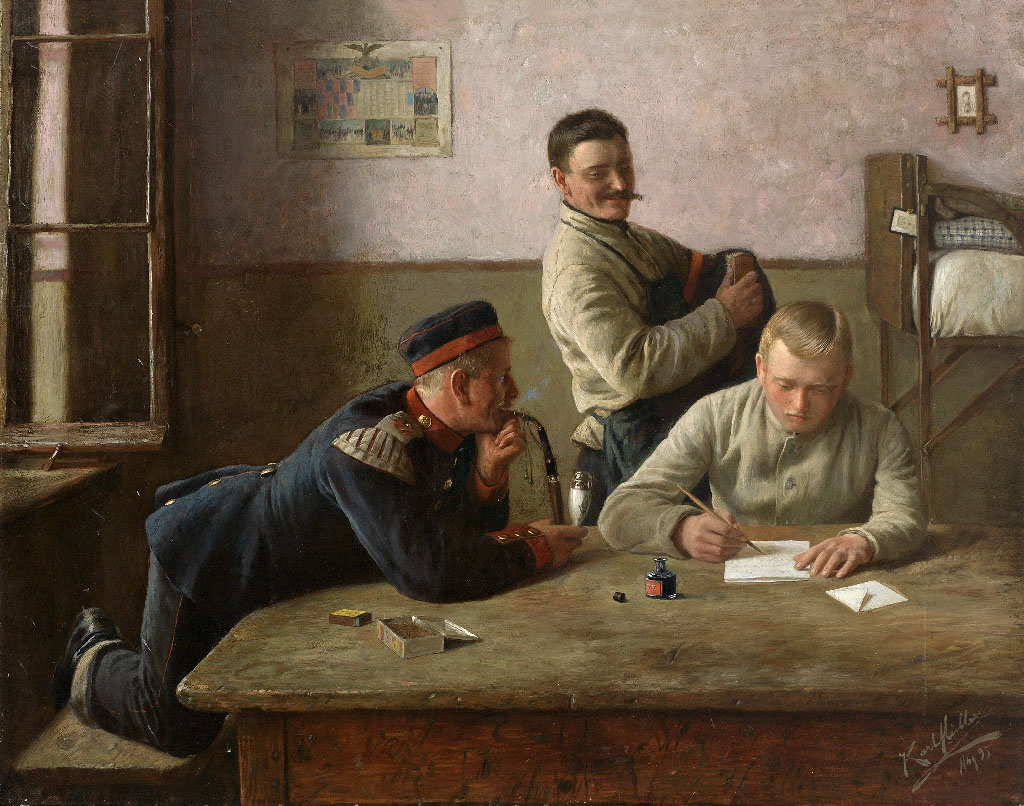
Duitse militairen, 19e eeuw

Genietroepen van Piëmont-Sardinië

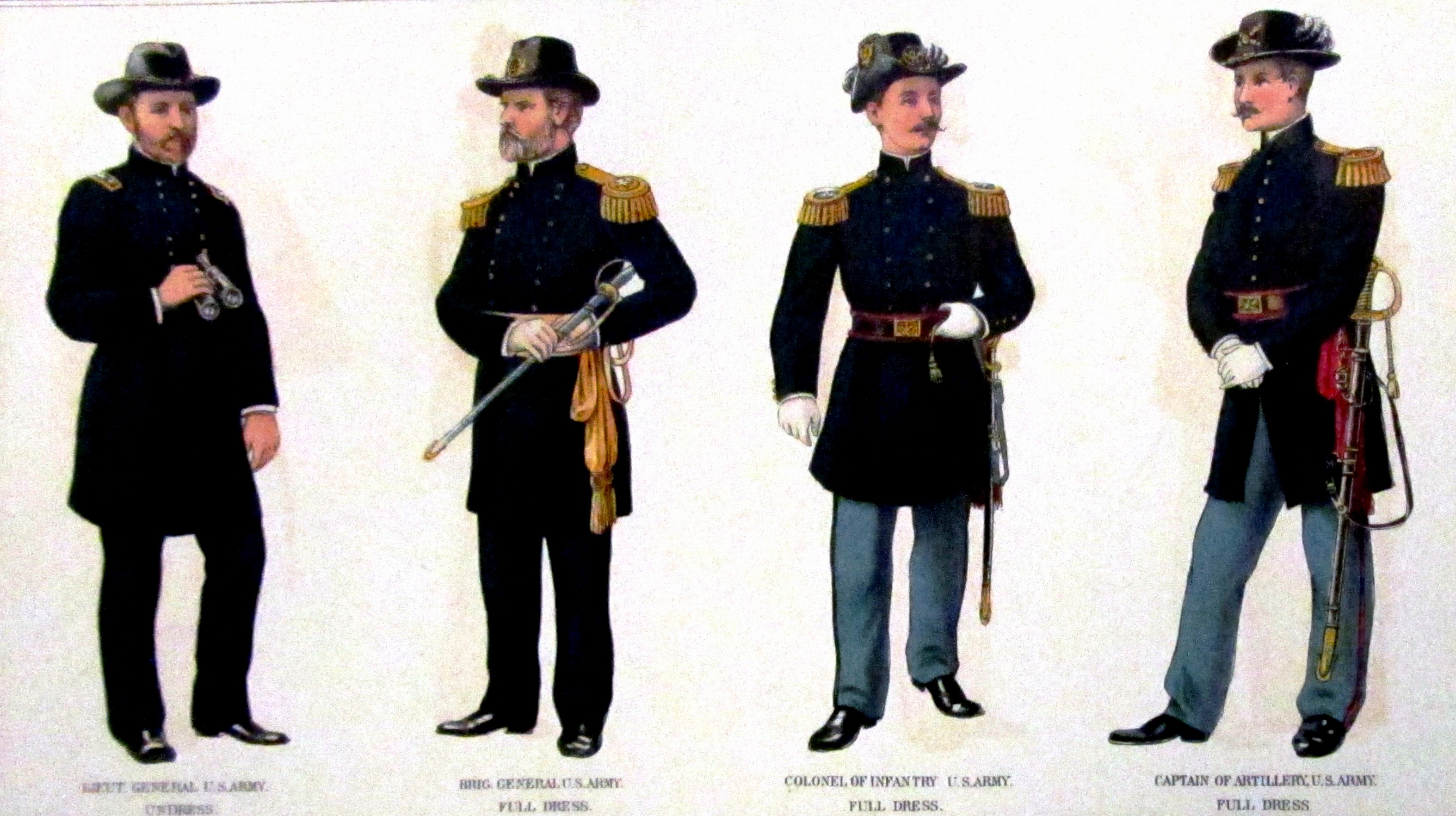
Militairen van de Amerikaanse Unie

Louis-Ferdinand Fix (Luxemburg, 3 september 1829 – Washington, 30 maart 1893) was een Belgisch officier in dienst van troepen van de Duitse Confederatie, het koninkrijk Piëmont-Sardinië en van de Amerikaanse regering. Hij was een avonturier.

## Levensloop
Kort na de geboorte van Fix verhuisden zijn ouders naar Aarlen, in het pas onafhankelijk geworden België (1830). Na enkele jaren op internaat in Brussel studeerde hij aan de Hogere Zeevaartschool in Antwerpen. In 1848 zwaaide hij af met een brevet van kapitein voor de koopvaardij.
Datzelfde jaar, 1848, werd hij aangetrokken voor een militair avontuur in Frankfurt. Op dat moment braken er overal in de Duitse Confederatie revoluties uit. Van 1848 tot 1852 was hij in militaire dienst van de Duitse Confederatie. Hij verbleef in Noord-Duitsland, waar hij een opleiding volgde tot militair kapitein.  Maar Oostenrijkse spionnen in de Confederatie kwamen op het spoor van niet-Duitsers in het Duitse leger. 
Fix voelde zich bedreigd en verhuisde naar Antwerpen (1852). Daar trad hij opnieuw toe tot de burgerlijke scheepvaart. Hij deed lange omvaarten naar Odessa, Ceuta, Brits-Indië en New York. Dit deed hij voor meerdere transportbedrijven uit België (1852-1859). In 1859 verbleef hij opnieuw in België. 
Via een vrijmetselaarsloge in Brussel geraakte hij gewonnen voor de Italiaanse zaak. De oproep van paus Pius IX om Zoeaven te ronselen in België zette kwaad bloed bij vrijmetselaars. Als reactie trokken Fix en medestanders in dienst van het koninkrijk Piëmont-Sardinië en van Garibaldi.  Hij maakte deel uit van de genietroepen van Garibaldi (niet van de marine) in de jaren 1860-1862. In de buurt van Napels geraakte Fix gewond toen hij de pauselijke troepen met hun bondgenoten bevocht. Fix werd bevorderd tot majoor van de genietroepen. Van koning Victor-Emmanuel II mocht Fix verder een militaire carrière maken in het reguliere leger van het Italiaans koninkrijk. Fix werd zelfs geridderd in de Orde van Savoye. Fix verzaakte aan een klassieke militaire carrière in Italië en zocht het avontuur op in de Verenigde Staten (1862).
Fix vocht in de Amerikaanse Burgeroorlog aan de zijde van de centrale regering in Washington. Zo werd Fix gestationeerd als commandant van de infanterie in Ohio. Hij werd gewond afgevoerd naar een ziekenhuis in Ohio. Daar ontmoette hij een Duitse immigrante, Jäger, uit Hessen afkomstig. Ze trouwden kort nadien. In 1865 was Fix korte tijd bestuurder van de militaire gevangenis van Saint-Louis, alvorens promotie te krijgen op het Ministerie van Oorlog in Washington. Het echtpaar Fix-Jäger verhuisde naar Washington. Fix bleef zo goed als de rest van zijn leven werken bij de generale staf in Washington. 
Fix stierf in Washington in 1893 en werd met militaire eer begraven op het Nationaal kerkhof van Arlington.